# Carta sociale europea
La Carta sociale europea è un trattato del Consiglio d'Europa, adottato a Torino nel 1961 e rivisto a Strasburgo nel 1996. La versione riveduta è entrata in vigore nel 1999 e sta gradualmente sostituendo l'accordo iniziale, entrato in vigore nel 1965.
La Carta riconosce i diritti umani e le libertà e stabilisce un meccanismo di controllo per garantirne il rispetto da parte degli Stati aderenti.

## Diritti riconosciuti
La Carta è realizzata in modo da supportare sotto il profilo dei "diritti di seconda generazione" il sistema del Consiglio d'Europa, sorto intorno alla Convenzione europea dei diritti dell'uomo che riconosce i diritti civili e politici. La Carta garantisce i diritti positivi e le libertà che riguardano tutti gli individui nella loro esistenza quotidiana. I diritti fondamentali enunciati nella Carta sono i seguenti: diritto di abitazione, salute, educazione, i diritti del lavoro, l'occupazione, il congedo parentale, la protezione sociale e legale, dalla povertà e l'esclusione sociale, la libera circolazione delle persone e di non discriminazione, e anche i diritti dei lavoratori migranti e delle persone con disabilità.
Gli Stati aderenti alla Carta devono presentare relazioni annuali su ogni parte delle disposizioni della Carta (siano esse relative alla Carta del 1961 che alla Carta riveduta del 1996), mostrando la loro attuazione nel diritto e nella pratica. Il Comitato europeo dei diritti sociali (CEDS) è l'organo responsabile del controllo di conformità degli Stati aderenti alla Carta.
Il CEDS è composto da 15 membri indipendenti e imparziali, che sono eletti dal Comitato dei Ministri del Consiglio d'Europa per un periodo di sei anni, rinnovabile una volta.

## Procedura contenziosa
Sotto il protocollo aggiuntivo del 1995 che prevede un sistema di reclami collettivi, entrata in vigore nel 1998, le denunce di violazioni dello Statuto possono essere presentate al CEDS.
Alcune organizzazioni hanno il diritto di presentare reclami al CEDS (un elenco speciale delle ONG è stata stabilita, fatta di ONG che godono dello statuto partecipativo presso il Consiglio d'Europa).
Il CEDS esamina il reclamo e, se i requisiti formali siano stati soddisfatti, lo dichiara ammissibile. Tra regole di pubblicità preliminari e fasi di esame successive gli autori del protocollo individuarono una precisa scansione, oltre ad una casistica che si rifletteva sulle maggioranze in sede di Comitato dei ministri.
Alla Carta sociale europea ed ai suoi protocolli addizionali è così apprestata una tutela contenziosa, in virtù del dialogo tra ONG, Stati membri del Consiglio d'Europa, Comitato di esperti indipendenti e Comitato dei ministri (Protocole additionnel à la Charte sociale européenne prévoyant un système de réclamations collectives, Strasbourg, 9.XI.1995). Come ricorda il Rapporto esplicativo al predetto Protocollo, "a l’instar de ce qui est prévu par d’autres mécanismes internationaux de contrôle (Convention européenne des Droits de l’Homme; OIT ; Comité des droits de l’homme, etc.), l’article 10 demande que l’Etat mis en cause donne des informations sur les mesures qu’il a prises pour donner effet à la recommandation du Comité des Ministres". In altri termini, non vi è alcuna ricaduta giurisdizionale in senso proprio della procedura, che non porta né ad un accertamento di violazione né tantomeno ad una condanna. Se il Comitato dei ministri riterrà di emanare una raccomandazione, sarà quella a dare luogo ad un eventuale titolo di responsabilità, di diritto internazionale, dello Stato italiano che non dia informazioni sufficienti a dimostrare di aver conseguito l'obiettivo fissato.